# Bernadett Határ
Bernadett Határ, née le 24 août 1994 à Pásztó, est une basketteuse hongroise qui joue pour l'Uniqa Sopron ainsi que pour l'équipe nationale hongroise.  

## Biographie
Elle a participé à l'EuroBasket Women 2015 et à l'EuroBasket Women 2017.

## Club
2014-2015: MBK Vasas

2015- :  Uniqa Sopron